# Fez-Bulmán
Fez-Bulmán (en árabe: فاس بولمان) fue hasta 2015 una de las dieciséis regiones en las que se encontraba organizado Marruecos. Su capital era la ciudad de Fez. Se encontraba en el centro-norte del país, limitando al norte con Taza-Alhucemas-Taunat, al este con la región Oriental y al sur y al oeste con Mequinez-Tafilalet. 
Contaba con un total de 1 573 055 habitantes repartidos en 19 795 km².

## Provincias y prefecturas
- Prefectura de Fez
- Provincia de Bulmán
- Provincia de Sefrú
- Provincia de Mulay Yacub